# ایست همپشر
ایست همپشر (به انگلیسی: East Hampshire) یک منطقهٔ مسکونی در بریتانیا است که در همپشر واقع شده‌است.